# Гилбертсон, Харрисон
Харрисон Гилбертсон (англ. Harrison Gilbertson; род. 29 июня 1993, Аделаида, Южная Австралия, Австралия) — австралийский актёр.

## Карьера
Дебютировал в 2002 году, в возрасте 9 лет, сыграв в фильме «По австралийским правилам». Первая известность пришла к Гилбертсону после главной роли в комедийной драме «Неприятности случаются». Критики хорошо оценили его актёрскую игру.
Сыграл одну из центральных ролей в военной драме 2010 года «Ниже холма 60», за которую был удостоен кинопремии AACTA Award в номинации «лучший молодой актёр». В том же году появился в американском фильме «Что случилось с Вирджинией?». В 2014 году исполнил роль Пита в голливудском блокбастере «Need for Speed: Жажда скорости».
В 2023 году сыграл роль физика Филипа Моррисона в фильме Кристофера Нолана «Оппенгеймер».

## Награды и номинации
| Год  | Награда | Категория            | Фильм         | Результат |
| ---- | ------- | -------------------- | ------------- | --------- |
| 2010 | AACTA   | Лучший молодой актёр | Ниже холма 60 | Победа    |

## Фильмография
| Год  |   | Русское название               | Оригинальное название  | Роль                 |
| ---- | - | ------------------------------ | ---------------------- | -------------------- |
| 2002 | ф | По австралийским правилам      | Australian Rules       | Грегги               |
| 2009 | ф | Неприятности случаются         | Accidents Happen       | Билли Конвэй         |
| 2009 | ф | Блаженные                      | Blessed                | Дэниел               |
| 2010 | ф | Ниже холма 60                  | Beneath Hill 60        | Рядовой Фрэнк Тиффин |
| 2010 | ф | Что случилось с Вирджинией?    | Virginia               | Эммет                |
| 2012 | с | Заговор 365                    | Conspiracy 365         | Кэл Ормонд           |
| 2013 | ф | 10 мгновений судьбы            | The Turning            | Виктор               |
| 2013 | ф | Логово зверя                   | Haunt                  | Эван Ашер            |
| 2013 | ф | Моя Госпожа                    | My Mistress            | Чарли Бойд           |
| 2014 | ф | Need for Speed: Жажда скорости | Need for Speed         | Пит                  |
| 2016 | ф | Гончие любви                   | Hounds of Love         | Джейсон              |
| 2016 | ф | Падшие                         | Fallen                 | Кэмерон Бриэл        |
| 2018 | с | Пикник у Висячей Скалы         | Picnic at Hanging Rock | Майкл Фитцхьюберт    |
| 2018 | ф | Апгрейд                        | Upgrade                | Эрон                 |
| 2018 | ф | Тёмное зеркало                 | Look Away              | Шон                  |
| 2019 | ф | В высокой траве                | In the Tall Grass      | Трэвис               |
| 2021 | с | Доктор Хэрроу                  | Harrow                 | Джеймс Рид           |
| 2022 | с | Периферийные устройства        | The Peripheral         | Аттикус              |
| 2023 | ф | Оппенгеймер                    | Oppenheimer            | Филип Моррисон       |